# Bozoó
Bozoó ist ein Ort und eine aus dem Hauptort und den Weilern (pedanías) Portilla und Villanueva Soportilla bestehende Gemeinde (municipio) mit insgesamt nur noch 102 Einwohnern (Stand: 2024) im Osten der Provinz Burgos in der Autonomen Gemeinschaft Kastilien und León.

## Lage und Klima
Der Ort Bozoó liegt ca. 2 km (Luftlinie) südlich des Ebro und damit auch der Grenze zum Baskenland, knapp 80 km (Fahrtstrecke) nordöstlich der Provinzhauptstadt Burgos in einer Höhe von ca. 580 m. Die nächstgrößere Stadt ist Miranda de Ebro (ca. 16 km südöstlich). Das Klima ist gemäßigt bis warm; Regen (ca. 730 mm/Jahr) fällt übers Jahr verteilt.

## Bevölkerungsentwicklung
| Jahr      | 1857 | 1900 | 1950 | 2000 | 2017 |
| Einwohner | --   | 385  | 320  | 115  | 109  |

Die Mechanisierung der Landwirtschaft und die Aufgabe bäuerlicher Kleinbetriebe haben seit den 1950er Jahren zu einem Mangel an Arbeitsplätzen und zu einer Abwanderung eines Großteils der Bevölkerung in die Städte geführt (Landflucht).

## Wirtschaft
Die Region ist seit Jahrhunderten nahezu ausschließlich von der Landwirtschaft geprägt; große Bedeutung hat die Viehzucht. Auch der Tourismus (Vermietung von Ferienwohnungen) spielt eine immer wichtiger werdende Rolle.

## Geschichte
Funde aus keltischer, römischer, westgotischer und selbst aus islamisch-maurischer Zeit wurden auf dem Gemeindegebiet bislang nicht gemacht. Man nimmt an, dass die Gründung des Ortes sowie die der anderen Dörfer in der Umgebung auf das Betreiben des zweiten Grafen Kastiliens, Diego Rodríguez Porcelos (reg. 873–885), zurückgeht, der sich – nach der Zurückdrängung der Mauren – stark um die Wiederbesiedlung (repoblación) der Gegend bemühte. Im Mittelalter gehörte der Ort zum  ca. 25 km nördlich gelegenen Kloster von Valpuesta.

## Sehenswürdigkeiten
Bozoó

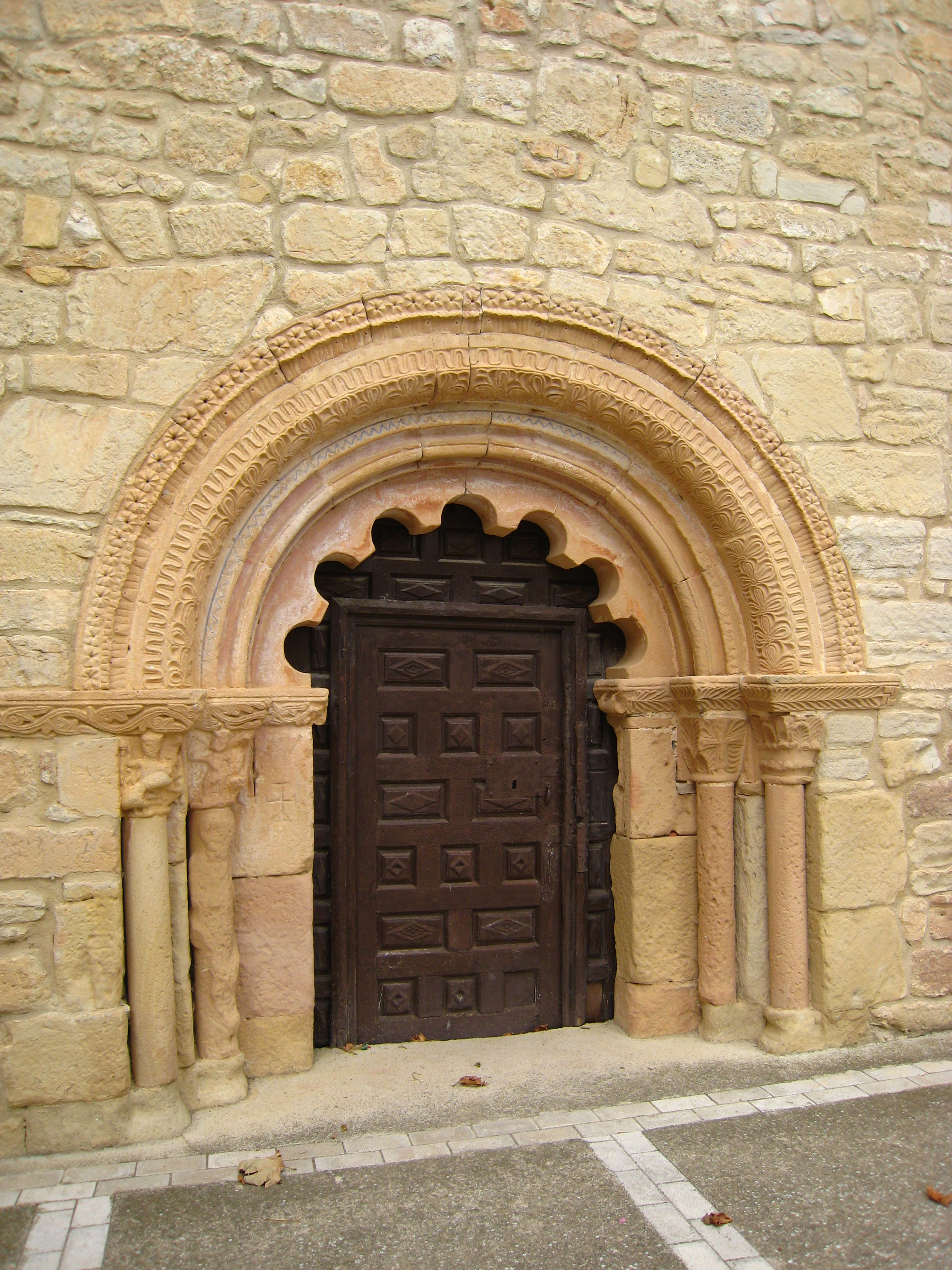
Bozoó – Kirchenportal

- Die aus oberflächlich geglätteten Bruchsteinen erbaute örtliche Pfarrkirche ist den hll. Julian und Basilissa geweiht. Portal und tonnengewölbtes Langhaus sind romanisch während der auf der Südseite der Fassade angebaute, fast freistehende und mit einem Durchgang versehene Glockengiebel (espadaña) später hinzugefügt wurde; der von Strebepfeilern gestützte Chorbereich mitsamt der Apsis wurden im 16. Jahrhundert erneuert und gegenüber dem Langhaus deutlich vergrößert. Das aufwändig gestaltete Südportal mit seinem Vielpassbogen ist der Blickfang der Kirche.[7][8][9]
- Die im 18. Jahrhundert neu erbaute Ermita de San Sebastián steht am Ortsrand.

Villanueva Soportilla
- Die Kirche des Weilers Villanueva Soportilla ist halb zerfallen.